# Machorka

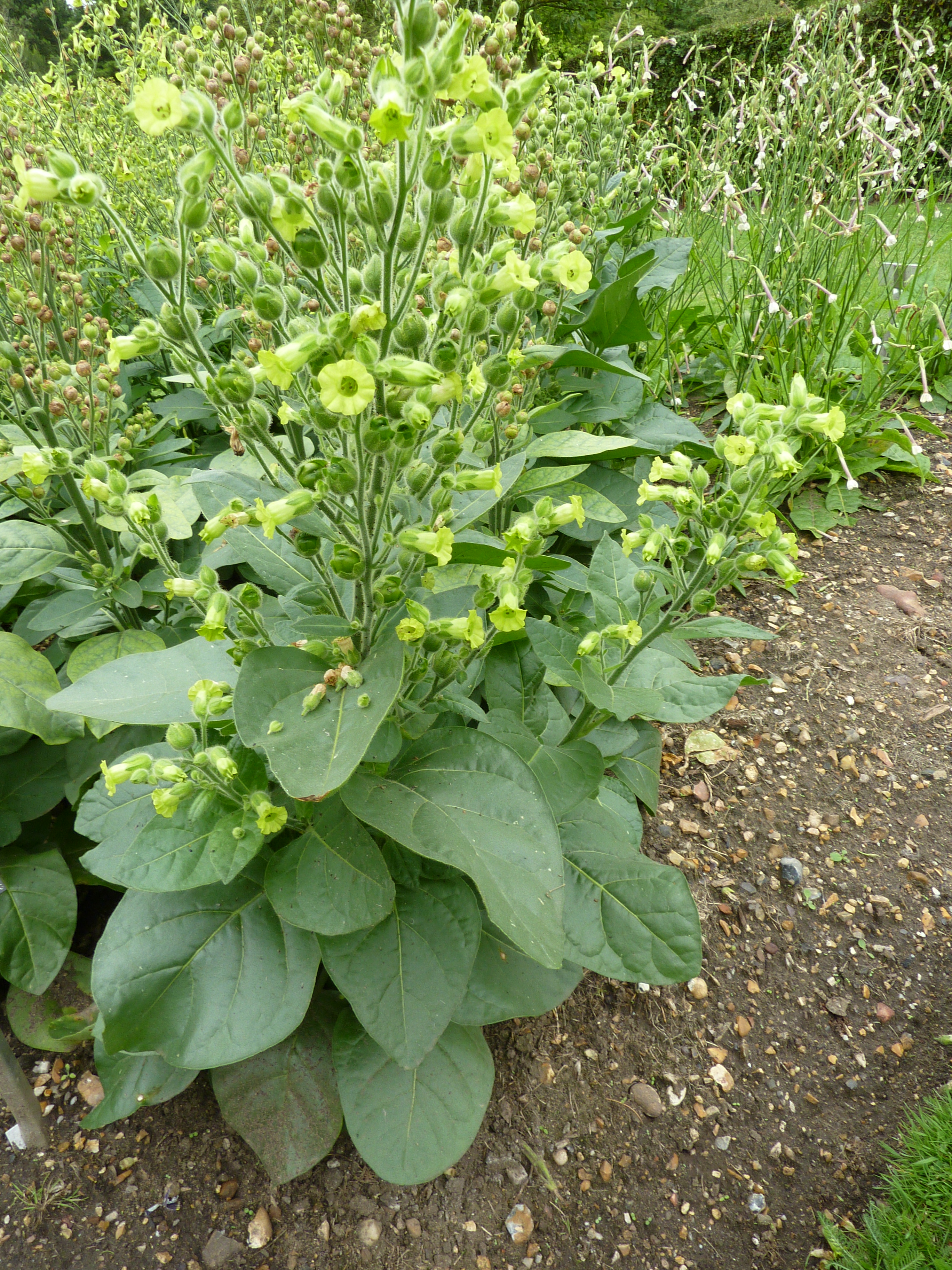
Nicotiana rustica

Machorka (russisch Махорка) ist eine russische Tabaksorte aus dem Tabak Nicotiana rustica (auch „Bauern-Tabak“), der einst von Indianern im östlichen Nordamerika kultiviert wurde und heute fast nur noch in Polen und Russland angebaut wird. Machorka wird üblicherweise als Papirossa oder als selbstgedrehte Zigarette geraucht; für die Verwendung als Pfeifentabak ist er ungeeignet.
Der Bauerntabak wird nur grob geschnitten; der Nikotingehalt ist sehr hoch.
Die Einfuhr in die EU ist verboten.
Die früher bei russischen Soldaten weit verbreitete Machorka-Zigarette Papirossa hat mittlerweile eine Symbolfunktion für die sowjetische Periode der russischen Geschichte. Unter anderem machten im Zweiten Weltkrieg deutsche Soldaten im Krieg gegen die Sowjetunion mit dem Tabak Bekanntschaft; im damaligen Jargon nannten die Deutschen Machorka auch Stalinhäcksel. In der sowjetischen Kriegsgefangenschaft wurde Machorka gelegentlich im Rahmen der Verpflegungszuteilungen ausgegeben.